# Мегаколібія
Мегаколібія (Megacollybia) — рід грибів родини маразмієві (Marasmiaceae). Назва вперше опублікована 1972 року.

## Поширення та середовище існування
В Україні зростає їстівний гриб мегамолібія широкопластинчаста (Megacollybia platyphylla).

## Гелерея

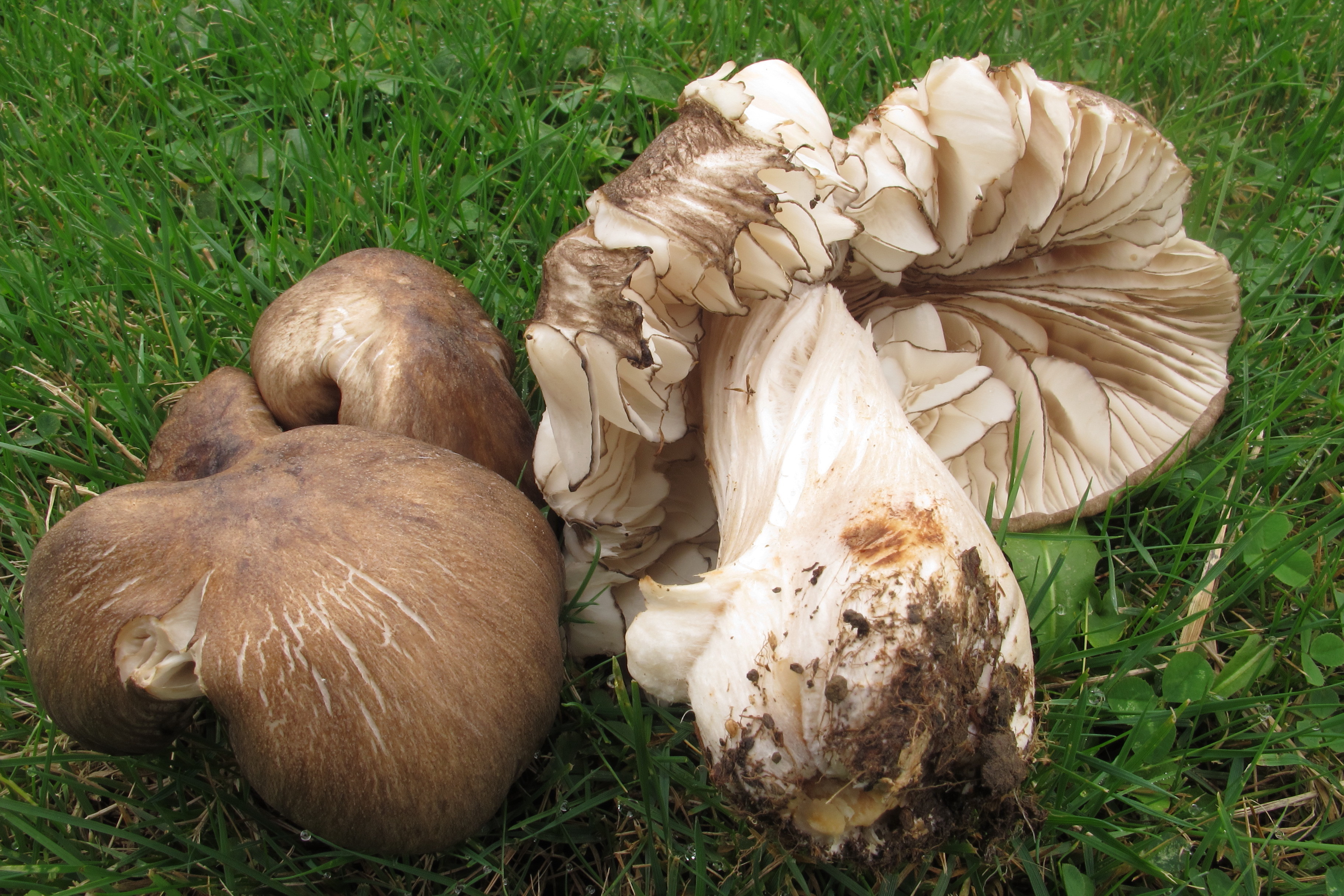
Megacollybia subfurfuracea
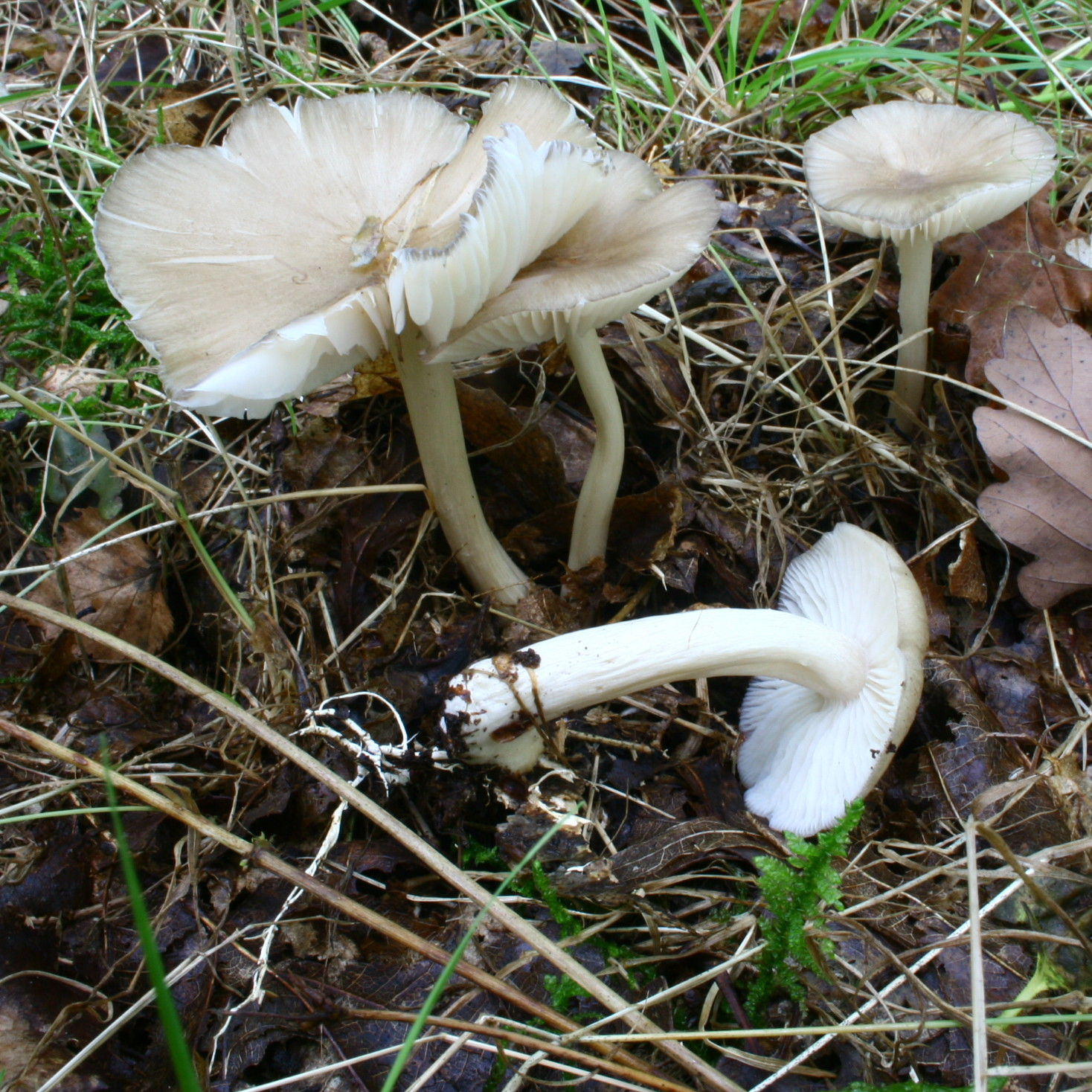
Megacollybia platyphylla
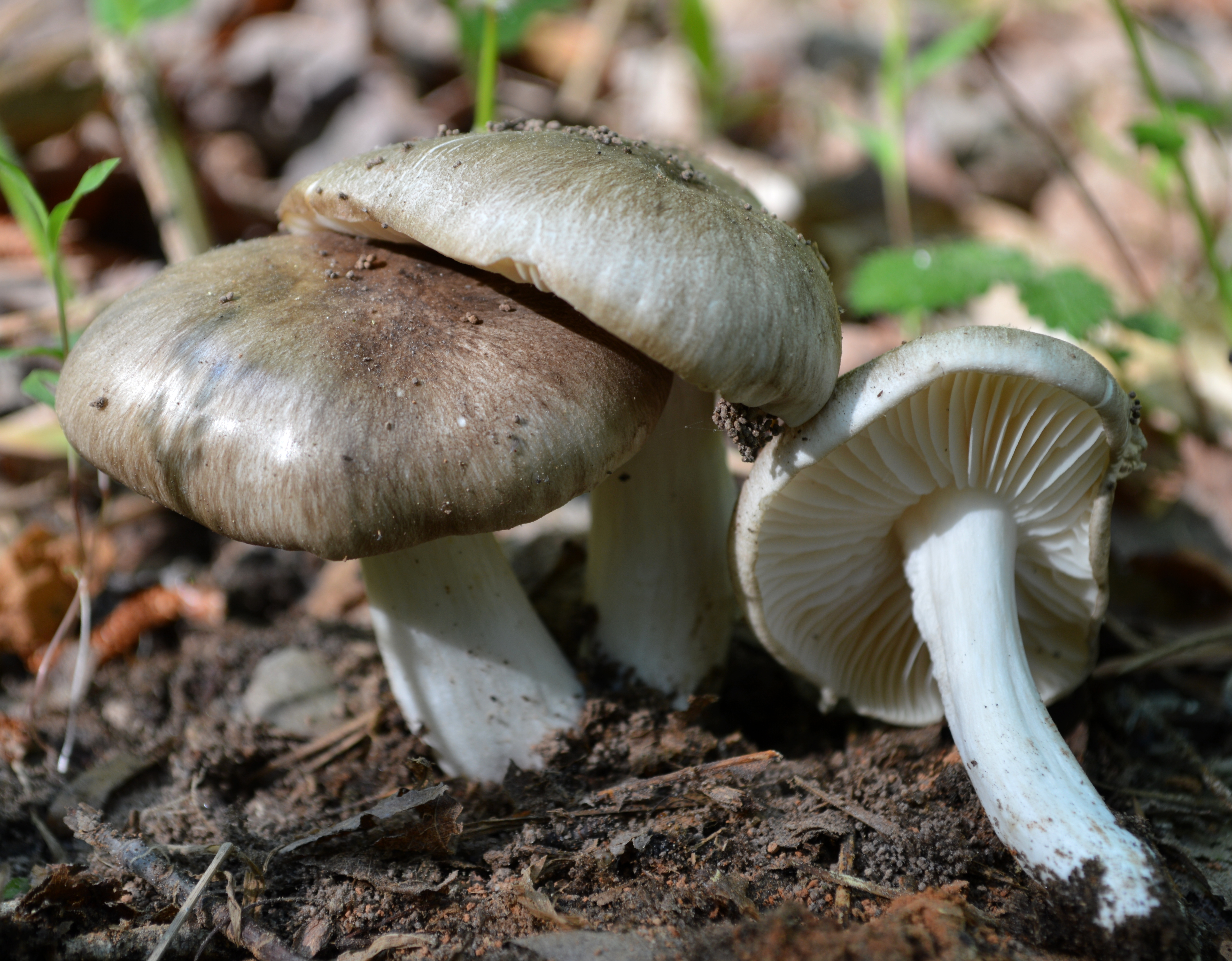
Megacollybia rodmanii

## Класифікація
Згідно з базою MycoBank до роду Megacollybia відносять 9 офіційно визнаних видів:
- Megacollybia clitocyboidea
- Megacollybia fallax
- Megacollybia fusca
- Megacollybia marginata
- Megacollybia platyphylla
- Megacollybia rimosa
- Megacollybia rodmanii
- Megacollybia subfurfuracea
- Megacollybia texensis